# Kloster St. Katharina (Wil)

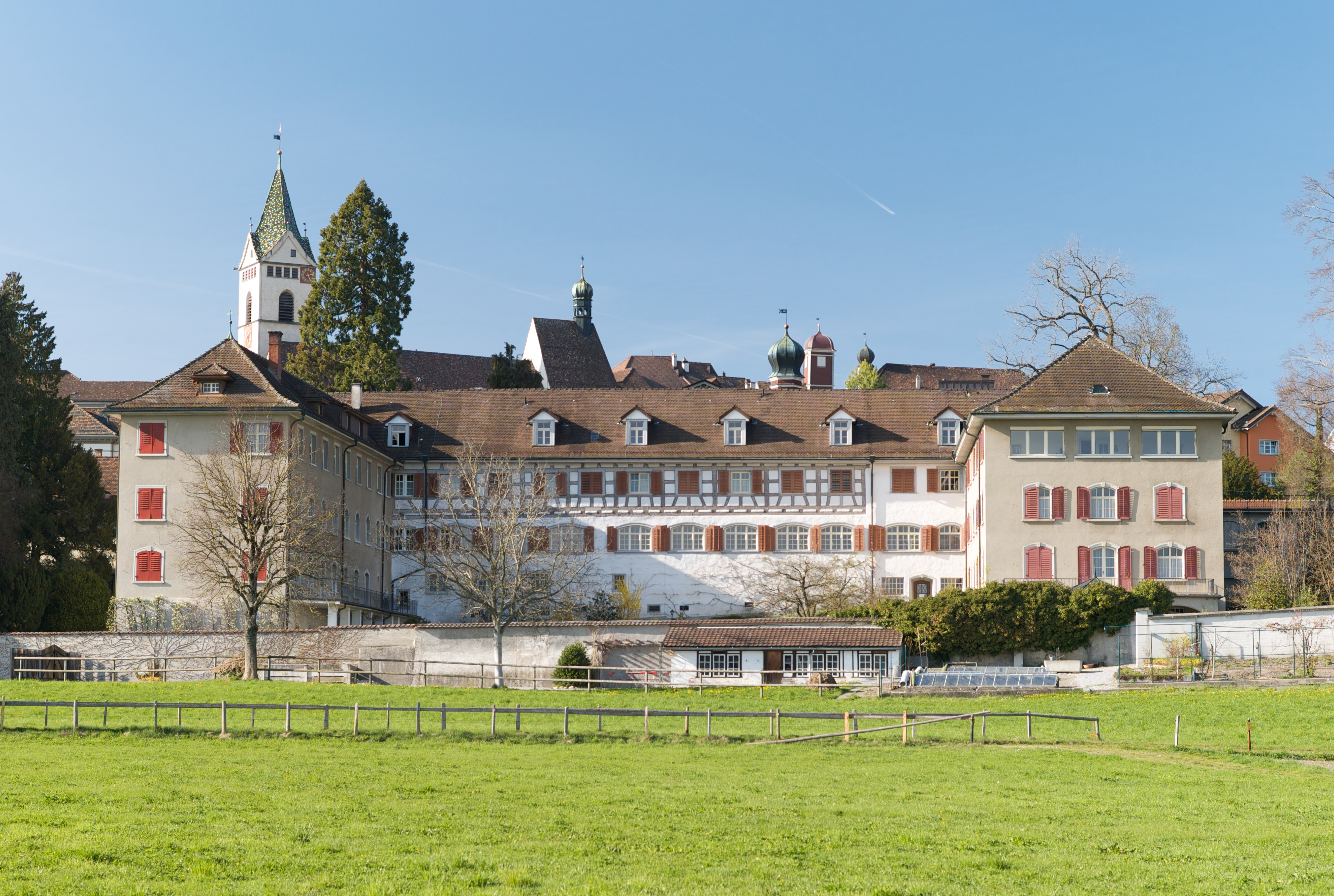
Blick von Norden über die Klosterwiese zum Klosterareal (2012).

Das Kloster St. Katharina in Wil im Schweizer Kanton St. Gallen ist ein 1607 gegründetes und bis heute bestehendes Dominikanerinnenkloster. Das Kloster ist insbesondere für die lange von ihm betriebene Mädchenschule St. Katharina («Kathi») bekannt.

## Geschichte

### Vorgeschichte
Das ursprüngliche Kloster wurde 1228 in der Stadt St. Gallen gegründet. Es wurde 1528 im Umfeld der Konfessionalisierung grundsätzlich aufgelöst. Die Tagsatzung der Acht Alten Orte sprach das Kloster der Stadt St. Gallen zu, dafür musste die Stadt den drei verbliebenen Schwestern gemäss Vertrag von 1555 eine Rente an Wein, Kernen und Haber sowie eine jährliche Zahlung von 100 Gulden überlassen. Nach diversen Zwischenstationen in der Umgebung der Stadt St. Gallen fand die Gemeinschaft einen neuen Standort auf dem Nollen in der heutigen Gemeinde Wuppenau. 1561 zogen die drei Schwestern sowie zwei neue Schwestern in das neue Kloster. Die Gemeinschaft wuchs trotz des unbeliebten Standortes. 1590 kam es zu einem Brand. Die Führung entschloss sich für einen Wiederaufbau und erwarb das Grundstück 1594 vom Kloster Kreuzlingen für 3500 Gulden. Später kaufte das Kloster noch weitere Grundstücke dazu. Das Geld dafür kam aus der Auslösungssumme der Stadt St. Gallen von 24'000 Gulden aus dem Jahr 1594.

### Umzug nach Wil (1607)
Ab 1605 liess die damalige Priorin nach längerer Suche im Südosten der Stadt Wil einen neuen Standort errichten und kaufte in der Folge weitere umliegende Grundstücke und Gebäude. Die Umsiedelung wurde am 28. April 1606 vom päpstlichen Nuntius Giovanni della Torre bewilligt. Am 26. Juli 1607 wurde die neue Klosterkirche geweiht. Am 10. Dezember 1608 trat Fürstabt Bernhard Müller, der bereits die Suche nach einem neuen Standort unterstützt hatte, das Klostergrundstück im Erblehen ab. 1615 wurde die Samnung aus Wil in das Kloster inkorporiert. Das Kloster gewann so fünf zusätzliche Mitglieder.

### Nach dem Umzug nach Wil (17. bis 19. Jahrhundert)
Die Lage des Klosters südlich vor der Stadtbefestigung verursachte für den Konvent immer wieder Probleme. So wurde das Leben im Kloster durch den Toggenburgerkrieg 1712 unterbrochen. Die Stadt Wil wurde im Mai 1712 insbesondere von Süden belagert; das Kloster stand zwischen der heutigen Altstadt und der bernischen und zürcherischen Artillerie. Nach 1725 wurde vom Abt von St. Gallen, der de facto für das Kloster zuständig war, eine Reform mit strenger Klausur (zunächst gegen den Widerstand der Nonnen) durchgesetzt. 1798 wurde vom Grossen Rat der Helvetischen Republik ein Aufnahmeverbot für Novizinnen erlassen. Von der helvetischen Regierung wurden die Klöster prinzipiell aufgelöst und das Klostergut unter staatliche Verwaltung gestellt. Das Kloster drohte unter diesen Bedingungen zu verarmen, und es drohte die ständige Aufhebung durch die helvetischen Behörden.

### Übernahme der Mädchenschule (1809)
Bereits 1804 hatte der Präsident des kantonalen Erziehungsrates Martin Gresser die Idee, dass das Kloster die Mädchenschule der Gemeinde übernehmen könnte. Die damalige Priorin Stiefenhofer sah darin die Möglichkeit, die Klostergemeinschaft zu retten. Im Sommer 1808 gab die Regierung des Kantons St. Gallen die Einwilligung zum Projekt. Am 17. September 1808 schlossen Stadt Wil und Kloster eine Übereinkunft, die vorsah, dass das Kloster die Mädchenschule vorerst für zwei Jahre probeweise und unentgeltlich übernimmt. Die Stadt Wil übernahm die Schuleinrichtung sowie die Ausbildung der Lehrerinnen aus dem Kloster. Damals existierte noch keine pädagogische Ausbildung im Kanton St. Gallen; die Schwestern wurden im Kapuzinerinnenkloster Maria Opferung in Zug in sechs Monaten didaktisch geschult. Am 13. April 1809 wurde der Schulbetrieb aufgenommen. 1845 eröffnete das Kloster die bis heute bestehende Mädchensekundarschule. Bis 1965 blieb das Kloster für den Betrieb an der Mädchenprimarschule verantwortlich und betrieb bis 1987 ein Internat. Ab 1906 betrieb das Kloster auch eine Sonderschule im Auftrag der Gemeinde. Die letzte Dominikanerin als Schulleiterin, Schwester Thomas Krucker, ging 1993 in Pension. Seither liegt die Schulleitung in weltlichen Händen. Die Mädchensekundarschule, die seit 2012 von einer unabhängigen Stiftung betrieben wird, ist seit Jahren das Zentrum von Kontroversen. So wird seit Jahrzehnten über die Koedukation diskutiert, die mangelnde religiöse Neutralität, aber auch die rechtlich ungewöhnliche staatliche Finanzierung einer Privatschule. Der entsprechende Leistungsvertrag zwischen Stadt und Stiftung wurde sogar rechtlich angefochten. Ein Bundesgerichtsurteil vom Januar 2025 kam zum Schluss, dass eine im öffentlichen Auftrag arbeitende und mit Steuergeldern subventionierte Schule, die einen bestimmten Glauben ins Zentrum stellt und nur für Mädchen zugänglich ist, die Glaubensfreiheit und das Diskriminierungsverbot verletzt. Eine der bekanntesten Schülerinnen war die spätere Bundesrätin Karin Keller-Sutter.

### Das Kloster heute (seit 1847)
Nach der Gründung des Bistums St. Gallen 1847 brachte Bischof Augustin Egger 1905 den Übertritt vom Zweiten zum Dritten Orden. Die ständigen Dispensen, die wegen der Klausurvorschriften nötig waren, um den Schulunterricht zu bewältigen, wurden so überflüssig. Gleichzeitig wollten die Schwestern sofern möglich beim grossen Breviergebet und der monastischen Lebensweise bleiben. Die Konstitution des Klosters wurde 1931 sowie 1974 nach einer tiefen Krise in den 1960er-Jahren und zwei Austritten an die neuen kirchenrechtlichen Bestimmungen angepasst. Die Klosterkirche wurde zwischen 1973 und 1975 restauriert. Das Kloster wurde zwischen 2007 und 2011 letztmals renoviert und erhielt dafür von der Stadt Wil den Prix Casa für die gelungenste Renovation des Jahres.

## Orgel in der Klosterkirche
1975 wurde eine neue Orgel von Winfried Albiez (Lindau) mit 18 Registern (Schleifladen, mechanische Spiel- und elektrische Registertraktur) auf zwei Manualen und Pedal eingeweiht. Die Disposition:
| I Hauptwerk C–g3 |    |
| Harfenprinzipal  | 8′ |
| Koppelflöte      | 8′ |
| Praestant        | 4′ |
| Rohrflöte        | 4′ |
| Waldflöte        | 2′ |
| Mixtur IV        | 2′ |
| Schalmei         | 8′ |

| II Schwellwerk C–g3 |           |
| Holzgedackt         | 8′        |
| Dulciana            | 8′        |
| Gemshorn            | 4′        |
| Prinzipal           | 2'        |
| Hörnli II           | 1 3⁄5′+1′ |
| Cymbel III          | 1′        |
| Tremulant           |           |

| Pedal C–f1       |     |
| Untersatz        | 16′ |
| Flötbass         | 8′  |
| Spitzgedackt     | 8′  |
| Rauschpfeife III | 4′  |
| Dulcian          | 16' |

- Koppeln: II/I, I/P, II/P.
- Spielhilfen: Vier Setzerkombinationen. Organo Pleno, Absteller Mixturen, Absteller Zungen, Absteller Schwellwerk. Schwelltritt für II. Manual.

## Archiv
Das Kloster verfügt über ein eigenes Archiv, welches im Klostergebäude untergebracht ist. Die Akten vor dem Umzug nach Wil 1607 sind trotz Brand und mehrmaligem Umzug erhalten geblieben und mit Regesten erschlossen. Einige Schriftstücke befinden sich in der Stiftsbibliothek St. Gallen. Das Konventsbuch des Klosters befindet sich seit 1932 wieder im Klosterarchiv, nachdem es lange im bischöflichen Archiv geblieben war. Eine Auswahl von Handschriften finden sich heute auf dem Portal e-codices.
Die interne Bibliothek umfasst etwa 12'000 Bücher, bei etwa 360 Laufmetern. Das Kloster sowie das Archiv und die Bibliothek werden als «Kulturgut von regionaler Bedeutung im Kanton St. Gallen» (B-Objekte) vom Kulturgüterschutz eingestuft.

## Liste der Priorinnen
| Name                    | Amtszeit  |
| ----------------------- | --------- |
| Barbara Liecht          | 1585–1620 |
| Salome Ott              | 1620–1622 |
| Helena Pfeiffer         | 1622–1653 |
| Regula Wohnlich         | 1653–1695 |
| Felicitas von Waldkirch | 1695–1710 |
| Theresia Steinegger     | 1710–1725 |
| Rosa Stadler            | 1725–1728 |
| Eva Kreul               | 1728–1734 |
| Victoria Tschudi        | 1734–1743 |
| Agnes Boppart           | 1743–1767 |
| Caecilia Minichhofer    | 1767–1768 |
| Johanna Sartori         | 1768–1771 |
| Rosa Germann            | 1771–1797 |
| Antonina Humpel         | 1797–1801 |
| Augustina Stiefenhofer  | 1801–1822 |
| Agnes Schneider         | 1822–1823 |
| Anna Katharina Preiss   | 1823–1826 |
| Bernarda Lang           | 1826–1851 |
| Karolina Helbling       | 1832–1837 |
| Alberta Dresselli       | 1851–1880 |
| Anna Vollmeier          | 1880–1904 |
| Aloisia Baumgartner     | 1904–1931 |
| Caecilia Fraefel        | 1931–1952 |
| Immaculata Seiler       | 1952–1955 |
| Salesia Fässler         | 1955–1967 |
| Imelda Fuchs            | 1967–1973 |
| Henrica Baumli          | 1973–1982 |
| Dominica Jakober        | 1982–2003 |
| Simone Hofer            | 2003–     |